# Lista de capítulos de Bungo Stray Dogs
Bungo Stray Dogs é um mangá escrito por Kafka Asagiri e ilustrado por Sango Harukawa publicado na revista Young Ace desde 4 de dezembro de 2012. Compilado pela editora Kadokawa Shoten em 2 de abril de 2013, a série foi licenciada no Brasil pela editora Planet Manga tendo seu primeiro volume comercializado em dezembro de 2018.
A obra conta a história de Atsushi Nakajima, um jovem recém expulso do orfanato em que vivia para ser perseguido por uma criatura devoradora de gente. Sua eventual associação à Agência de Detetives Armados é o ponto de partida de suas desventuras onde encontrará novos companheiros cada qual com suas excentricidades e habilidades especiais. Com personagens baseados principalmente em figuras de renomados escritores da literatura japonesa, a série combina ação e elementos sobrenaturais em sua trama.
Além do mangá principal foram escritas histórias paralelas, também conhecidas por gaiden, introduzindo personagens de escritores contemporâneos. 

## Lista de mangás

### Bungo Stray Dogs
| N.º | japãojaponês           | japãojaponês      | brasilportuguês    | brasilportuguês |
| N.º | Data de lançamento     | ISBN              | Data de lançamento | ISBN            |
| --- | ---------------------- | ----------------- | ------------------ | --------------- |
| 01  | 2 de abril de 2013     | 978-4-04-120835-9 | –                  | —               |
| 03  | 4 de dezembro de 2013  | 978-4-04-120952-3 | –                  | —               |
| 04  | 4 de abril de 2014     | 978-4-04-121093-2 | –                  | —               |
| 05  | 4 de agosto de 2014    | 978-4-04-101539-1 | –                  | —               |
| 06  | 4 de dezembro de 2014  | 978-4-04-101540-7 | –                  | —               |
| 07  | 2 de maio de 2015      | 978-4-04-102915-2 | –                  | —               |
| 08  | 4 de setembro de 2015  | 978-4-04-102916-9 | –                  | —               |
| 09  | 29 de dezembro de 2015 | 978-4-04-102917-6 | –                  | —               |
| 10  | 4 de junho de 2016     | 978-4-04-104283-0 | –                  | —               |
| 11  | 4 de outubro de 2016   | 978-4-04-104286-1 | –                  | —               |
| 12  | 4 de abril de 2017     | 978-4-04-104287-8 | –                  | —               |
| 13  | 4 de agosto de 2017    | 978-4-04-105041-5 | –                  | —               |
| 14  | 4 de dezembro de 2017  | 978-4-04-106394-1 | –                  | —               |
| 15  | 4 de junho de 2018     | 978-4-04-106935-6 | –                  | —               |
| 16  | 4 de dezembro de 2018  | 978-4-04-106936-3 | –                  | —               |
| 17  | 1 de maio de 2019      | 978-4-04-108133-4 | –                  | —               |
| 18  | 28 de dezembro de 2019 | 978-4-04-108134-1 | –                  | —               |
| 19  | 3 de julho de 2020     | 978-4-04-109470-9 | –                  | —               |
| 20  | 4 de dezembro de 2020  | 978-4-04-109471-6 | –                  | —               |
| 21  | 3 de agosto de 2021    | 978-4-04-1113554  | –                  | —               |
| 22  | 4 de março de 2022     | 978-4-04-112192-4 | –                  | —               |
| 23  | 28 de dezembro de 2022 | 978-4-04-112864-0 | –                  | —               |
| 24  | 4 de setembro de 2023  | 978-4-04-113910-3 | –                  | —               |
| 25  | 4 de junho de 2024     | 978-4-04-115002-3 | –                  | —               |
| 26  | 4 de fevereiro de 2025 | 978-4-04-115937-8 | –                  | —               |
| 27  | 4 de setembro de 2025  | 978-4-04-116525-6 | –                  | —               |

## Volumes especiais

### Bungo Stray Dogs Wan!
| N.º | japãojaponês           | japãojaponês      | brasilportuguês    | brasilportuguês |
| N.º | Data de lançamento     | ISBN              | Data de lançamento | ISBN            |
| --- | ---------------------- | ----------------- | ------------------ | --------------- |
| 01  | 4 de outubro de 2016   | 978-4-04-104806-1 | –                  | —               |
| 02  | 4 de abril de 2017     | 978-4-04-105542-7 | –                  | —               |
| 03  | 4 de setembro de 2017  | 978-4-04-106090-2 | –                  | —               |
| 04  | 4 de junho de 2018     | 978-4-04-106939-4 | –                  | —               |
| 05  | 1 de maio de 2019      | 978-4-04-108127-3 | –                  | —               |
| 06  | 28 de dezembro de 2019 | 978-4-04-108128-0 | –                  | —               |
| 07  | 28 de dezembro de 2020 | 978-4-04-110928-1 | –                  | —               |
| 08  | 26 de janeiro de 2021  | 978-4-04-110927-4 | –                  | —               |
| 09  | 4 de março de 2022     | 978-4-04-112185-6 | –                  | —               |
| 10  | 28 de dezembro de 2022 | 978-4-04-112861-9 | –                  | —               |
| 11  | 4 de setembro de 2023  | 978-4-04-113904-2 | –                  | —               |
| 12  | 4 de junho de 2024     | 978-4-04-114996-6 | –                  | —               |
| 13  | 4 de fevereiro de 2025 | 978-4-04-115795-4 | –                  | —               |
| 14  | 4 de setembro de 2025  | 978-4-04-116522-5 | –                  | —               |

### Bungo Stray Dogs Gaiden - Natsuhiko Kyōgoku vs Yukito Ayatsuji
| N.º | japãojaponês         | japãojaponês      | brasilportuguês    | brasilportuguês |
| N.º | Data de lançamento   | ISBN              | Data de lançamento | ISBN            |
| --- | -------------------- | ----------------- | ------------------ | --------------- |
| 01  | 4 de outubro de 2016 | 978-4-04-106940-0 | –                  | —               |

### Bungo Stray Dogs Antologias
| N.º | japãojaponês          | japãojaponês      | brasilportuguês    | brasilportuguês |
| N.º | Data de lançamento    | ISBN              | Data de lançamento | ISBN            |
| --- | --------------------- | ----------------- | ------------------ | --------------- |
| 01  | 4 de novembro de 2016 | 978-4-04-104862-7 | –                  | —               |
| 02  | 2 de maio de 2017     | 978-4-04-105541-0 | –                  | —               |
| 03  | 10 de março de 2018   | 978-4-04-106708-6 | –                  | —               |
| 04  | 4 de abril de 2019    | 978-4-04-108129-7 | –                  | —               |

## Lista de romances ilustrados
| N.º | Título | Data de lançamento japãojaponês | ISBN japãojaponês |
| --- | --- | ------------------------------- | ----------------- |
| 01  | Bungō Stray Dogs - Dazai no nyūshashiken (文豪ストレイドッグス 太宰治の入社試験)                             | 1 de abril de 2014              | 978-4-041-01312-0 |
| 02  | Bungō Stray Dogs - Dazai to kuro no jidai (文豪ストレイドッグス 太宰治と黒の時代)                            | 1 de outubro de 2014            | 978-4-04-101713-5 |
| 03  | Bungō Stray Dogs - Tanteisha setsuritsu hiwa (文豪ストレイドッグス 探偵社設立秘話)                           | 1 de maio de 2015               | 978-4-041-02332-7 |
| 04  | Bungō Stray Dogs - 55 Minutes (文豪ストレイドッグス ５５Ｍｉｎｕｔｅｓ)                                      | 1 de outubro de 2016            | 978-4-04-104049-2 |
| 05  | Bungō Stray Dogs Gaiden - Kyōgoku Natsuhiko VS Ayatsuji Yukito (文豪ストレイドッグス外伝 京極夏彦VS綾辻行人) | 30 de janeiro de 2016           | 978-4-04-103730-0 |
| 06  | Bungō Stray Dogs - Dead Apple (文豪ストレイドッグス DEAD APPLE)                                              | 10 de março de 2018             | 978-4-04-106535-8 |
| 07  | Bungō Stray Dogs BEAST (文豪ストレイドッグス ＢＥＡＳＴ)                                                     | 1 de abril de 2019              | 978-4-04-107570-8 |
| 08  | Bungō Stray Dogs - Dazai, Chuuya, 15-sai (文豪ストレイドッグス 太宰、中也、十五歳)                           | 1 de outubro de 2019            | 978-4-04-107879-2 |